# George Gale (dziennikarz)
George Gale (ur. 1927, zm. 1990) – angielski dziennikarz prasowy i radiowy.
Pracował w Manchester Guardian, Daily Mirror, Daily Express, a w ostatnim okresie życia - w Daily Mail. W latach 1970–1973 był redaktorem naczelnym tygodnika The Spectator. Jako dziennikarz polityczny zyskał rozgłos często nieprzejednanymi, obrazoburczymi opiniami.